# 酒井英行 (物理学者)
酒井 英行（さかい ひでゆき、1946年 - ） は、日本の物理学者。東京大学名誉教授。元東京大学大学院理学系研究科副研究科長。

## 人物・経歴
1969年東北大学工学部原子核工学科卒業。1971年東京工業大学大学院理工学研究科物理学専攻修士課程修了。1972年東京工業大学大学院理工学研究科物理学専攻博士課程退学、大阪大学核物理研究センター助手。
1986年大阪大学核物理研究センター助教授。1989年東京大学理学部助教授。1995年東京大学大学院理学系研究科教授。2003年日本物理学会理事。2006年東京大学大学院理学系研究科副研究科長。2010年理化学研究所仁科加速器センター共用促進・産業連携部部長、東京大学名誉教授。
2018年理化学研究所仁科加速器科学研究センター客員主管研究員、理化学研究所仁科加速器科学研究センター特別顧問。

## 著作
- "Polarization Experiments in the Low and Intermediate Energy Regions in Japan" University Academy Press, Inc. 1993年

## 翻訳
- N.C. バーフォード『実験精度と誤差 : 測定の確からしさとは何か』丸善 1997年